# 1ª Divisão 2001-2002
Il campionato di 1ª Divisão 2001-2002 è stato il dodicesimo Campeonato Nacional de Futsal del Portogallo, svoltosi nella stagione 2001/2002 con 16 squadre nella prima divisione nazionale, ha visto prevalere l'AR Freixieiro.

## Classifica finale
| Pos | Squadra          | Pti | G  | V  | N | P  | GF  | GS  |
| --- | ---------------- | --- | -- | -- | - | -- | --- | --- |
| 1   | Freixieiro       | 78  | 30 | 24 | 6 | 0  | 173 | 62  |
| 2   | Benfica          | 69  | 30 | 21 | 6 | 3  | 127 | 67  |
| 3   | Jorge Antunes    | 67  | 30 | 20 | 7 | 3  | 131 | 61  |
| 4   | Sporting Lisbona | 63  | 30 | 19 | 6 | 5  | 132 | 78  |
| 5   | Miramar          | 57  | 30 | 17 | 6 | 7  | 135 | 96  |
| 6   | IDJV             | 47  | 30 | 14 | 5 | 11 | 107 | 94  |
| 7   | Vila Verde       | 39  | 30 | 12 | 3 | 15 | 100 | 98  |
| 8   | Correio da Manhã | 39  | 30 | 11 | 6 | 13 | 107 | 114 |
| 9   | Famalicense      | 34  | 30 | 10 | 4 | 16 | 109 | 115 |
| 10  | Coimbrões        | 34  | 30 | 10 | 4 | 16 | 95  | 115 |
| 11  | Joarte           | 33  | 30 | 8  | 9 | 13 | 101 | 120 |
| 12  | Boavista         | 32  | 30 | 10 | 2 | 18 | 92  | 123 |
| 13  | Atlético CP      | 32  | 30 | 9  | 5 | 16 | 101 | 133 |
| 14  | Bons Dias        | 27  | 30 | 8  | 3 | 19 | 95  | 122 |
| 15  | UTAD             | 15  | 30 | 4  | 3 | 23 | 57  | 126 |
| 16  | Santos VN        | 15  | 30 | 4  | 3 | 23 | 86  | 224 |